# Bernardo Ilicini
Bernardo Ilicini est un poète italien de la Renaissance, sur lequel les biographes ne donnent que des renseignements incomplets.

## Biographie
Son nom est défiguré de diverses manières à la tête des manuscrits et des nombreuses éditions de son commentaire sur les Triomphes de Pétrarque. Dans la Storia della volgare poesia, Crescimbeni le nomme Bernardo de Montalcino, et Quadrio, dans sa Storia d’ogni poesia, Bernardo Lapini. Mais il est plus connu sous le nom de Bernardo Ilicini ; il était de Montalcino, près de Sienne, et il vivait dans la dernière moitié du XVe siècle. Suivant Crescimbeni, Bernard était un excellent (valentissimo) médecin. Il ne prend lui-même modestement que le titre d’étudiant (discipulus) en médecine et en philosophie.
Épris d’une femme de Sienne, nommée Francesca Cervia, il composa pour elle un grand nombre de pièces de vers, entre autres un sonnet que Crescimbeni a publié le premier dans sa notice sur Bernardo. L’un des plus grands admirateurs du Pétrarque, il avait fait de ses ouvrages une étude spéciale, et il composa sur ses Triomphes un commentaire intitulé In Triomphorum clariss. poetæ Fr. Petrarchæ expositio. Quoique le titre soit en latin, le commentaire est italien. Dans l’épître dédicatoire, également en latin, adressée à Borso d'Este, duc de Modène, le commentateur est nommé Bernard. Glicinus. La première édition de ce commentaire est de Bologne, 1475, in-fol. ; elle est fort rare ; celle de Venise, 1478, est encore très-recherchée. Antoine du Verdier ayant découvert au Château de la Bâtie, dans la librairie de d’Urfé, le commentaire d’Ilicino sur les Triomphes de Pétrarque, écrit sur parchemin vélin, imagina qu’Ilicino l’avait traduit lui-même en français, et en conséquence il s’empressa de lui donner place dans sa Bibliothèque. Mais, suivant La Monnoye, qui s’appuie de l’autorité du catalogue des livres du Château d'Anet, publié en 1723, le traducteur est George de la Forge, Bourbonnais. Indépendamment de ce commentaire, on a d’Ilicino : Opera dilettevole e nuova di gratitudine e liberalità dove si contiene un notabile caso de magnanimità usato infra due gentiluomini, sans date, in-8° ; Venise, 1515, in-8°. La première édition, que l’on croit imprimée au commencement du XVIe siècle, est de la plus grande rareté. Le sujet de cette nouvelle se trouve, sous la date de 1395, dans les Annales de Sienne, publiées par Muratori dans les Scriptor. rerum italicar. Deux autres conteurs italiens s’en sont également emparés, Gentile Sermini, dont les nouvelles sont encore inédites, et Matthieu Bandello (voy. la Notizia de’ Novellini de Borromeo). Le manuscrit de la bibliothèque Chigi, sous le n° 511, contient d’Ilicino plusieurs pièces qui n’ont pas encore trouvé d’éditeur.